# Chałupki Łaziskie
Chałupki Łaziskie [xaˈwupki waˈʑiskʲɛ] est un village polonais de la gmina de Orońsko, du powiat de Szydłowiec et dans la voïvodie de Mazovie dans le centre-est de la Pologne.
Il est situé à environ 3 kilomètres à l'ouest de Orońsko, 13 kilomètres au nord de Szydłowiec et à 98 kilomètres au sud de Varsovie.